# Agylla brunneostriata
Agylla brunneostriata är en fjärilsart som beskrevs av George Francis Hampson 1909. Agylla brunneostriata ingår i släktet Agylla och familjen björnspinnare. Inga underarter finns listade i Catalogue of Life.